# Sensorische zenuwcel

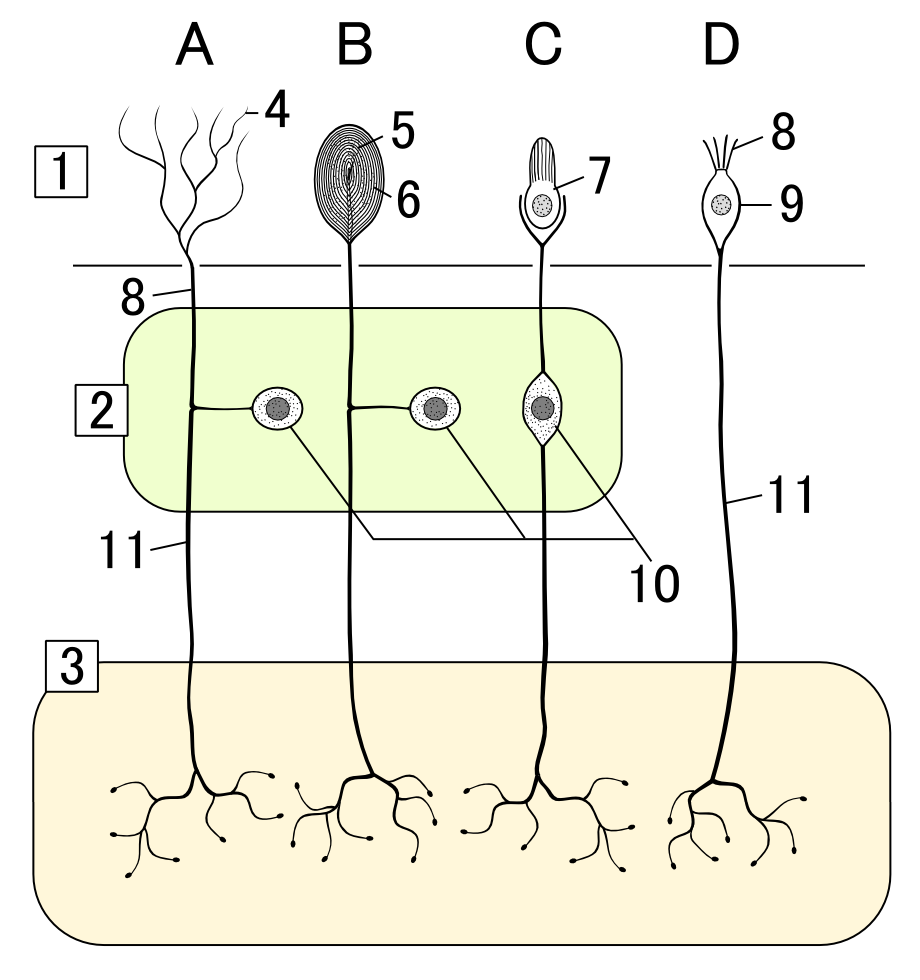
Vier typen sensorische zenuwcellen
A. chemoreceptoren
B. thermoreceptor
C. receptoren voor de tastzin
D. lichtgevoelige cellen
1. zenuwreceptor
2. zenuwknopen
3. centraal zenuwstelsel
4. vrije zenuwuiteinden
5. ingekapselde zenuwuiteinden
6. kapsel om zenuwuiteinde
7. tastzincel
8. perifere apofysen
9. lichtgevoelige cel
10. cellen
11. apofyse

Sensorische zenuwcellen, ook gevoelszenuwcellen, afferente zenuwcellen, sensorische neuronen of afferente neuronen geleiden impulsen van de zenuwreceptoren en zintuigcellen naar het centrale zenuwstelsel. Een sensorische zenuw is een afferente gevoelszenuw. De cellichamen van de meeste sensorische zenuwcellen liggen in de zenuwknoop van het ruggenmerg vlak bij het centrale zenuwstelsel. Een sensorische zenuwcel heeft een lange dendriet, het perifere deel van het pseudo-unipolaire axon, en een kortere axon, feitelijk het centrale deel van het axon. Het axon kan de impulsen via de schakelneuron aan de motorische zenuwcel doorgeven. De dendriet is soms wel een meter lang, bijvoorbeeld bij een sensorische zenuwcel die impulsen geleidt van een zintuigcel in een teen naar het cellichaam vlak bij het ruggenmerg. Deze sensorische zenuwcellen krijgen hun impulsen van een gevoelsreceptor en hebben meestal maar een uitloper, die zich direct in tweeën vertakt, een naar de receptor en een naar het centraal zenuwstelsel.
Wanneer iemand in een reflex reageert, maakt een sensorische zenuwcel deel van de reflexboog uit, die voor de reflex zorgt.

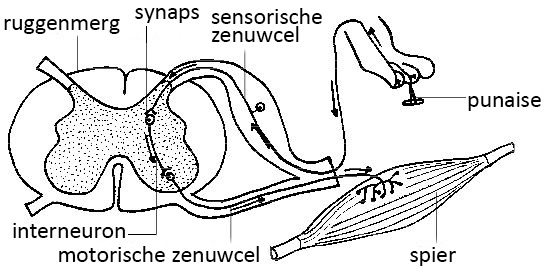
reflexboog, hier veroorzaakt door een punaise

Er zijn meer verschillende soorten zenuwreceptoren dan in de figuur staan gegeven.